# Девтерономическая школа
Девтерономическая школа (от лат. Deuteronomium — «Второзаконие») — согласно документальной гипотезе, иудейская религиозная школа, которая (наряду с Яхвистом, Элохистом и Жреческим кодексом) оказала решающее влияние на формирование окончательного текста Ветхого Завета. Вероятно, сложилась под влиянием реформ царя Иосии, направленных на централизацию культа Яхве.
В 622 г. до н. э. Иосия начал очищение Иерусалимского храма. Характерное для его правления стремление к централизации культа, вероятно, привело к появлению книги «Второзаконие». С деятельностью Девтерономической школы во время вавилонского пленения связывают книгу пророка Иеремии и четыре книги Библии, посвященные эпохе после смерти Моисея, называемые небиим ришоним («ранних пророков»): Книга Иисуса Навина, Книга Судей, Книга Самуила, Книга Царей (в русском переводе две последние именуются «Книги Царств»).
Школа Велльгаузена пыталась связать эти тексты с тремя основными источниками Пятикнижия, но дальнейшие исследования показали, что дух, который господствует в перечисленных выше книгах, совершенно иной и связан с идеями Второзакония. Четыре книги «ранних пророков» представляют определенное единство, которое, как предполагается, они получили от редакторов, работавших с текстами в начале вавилонского пленения.
Эта школа оказала решающее влияние на мировоззрение еврейского народа, так как критерием оценки деятельности царей редакторами-девтерономистами считался их вклад в служение Яхве исключительно в Иерусалимском храме и забота о чистоте культа единого Бога. Во всех книгах девтерономической традиции проводится мысль, что падение Северного (Израильского) царства — это кара за отправление культа в других святилищах.